# The Standard Cyclopedia of Horticulture
The Standard Cyclopedia of Horticulture, (abreujat Stand. Cycl. Hort.), és un llibre amb il·lustracions i descripcions botàniques que va ser escrit per l'horticultor, botànic, i escriptor estatunidenc Liberty Hyde Bailey. Va ser publicat a Nova York en 6 volums entre els anys 1914 a 1917, amb el nom de The Standard Cyclopedia of Horticulture: a discussion for the amateur, and the professional and commercial grower, of the kinds, characteristics and methods of cultivation of the species of plants grown in the regions of the United States and Canada for ornament, for fancy, for fruit and for vegetables; with keys to the natural families and genera, descriptions of the horticultural capabilities of the states and provinces and dependent islands, and sketches of eminent horticulturists.

## Publicació
- Volum núm. 1, 25 de març de 1914;
- Volum núm. 2, 22 de juliol de 1914;
- Volum núm. 3, 12 de maig de 1915;
- Volum núm. 4, 23 de febrer de 1916;
- Volum núm. 5, 4 d'octubre de 1916;
- Volum núm. 6, 28 de març de 1917